# 다니엘 카히수
다니엘 필리프 마르팅스 카히수(포르투갈어: Daniel Filipe Martins Carriço, 1988년 8월 4일 ~ )는 포르투갈의 은퇴한 축구 선수이다. 포지션은 수비수였다.

## 클럽 경력
1997년부터 1999년까지 이스토릴 유스 아카데미 소속으로 활동했으며 1999년부터 2007년까지 스포르팅 CP 유스 아카데미 소속으로 활동했다. 2007년에는 스포르팅 CP 성인 팀으로 승격되었지만 2007년부터 2008년까지 포르투갈의 올랴넨스, 키프로스의 AEL 리마솔로 임대되기도 했다.
2008년 10월 26일에 열린 파수스 드 페헤이라와의 원정 경기에서 부상으로 인해 교체된 토넬을 대신하여 출전하면서 프리메이라리가 무대에 데뷔했는데 스포르팅 CP는 파수스 드 페헤이라와 0-0 무승부를 기록했다. 2010-11 프리메이라리가 시즌에서는 파울루 세르지우 감독에 의해 스포르팅 CP의 주장으로 임명되었고 2011-12 프리메이라리가 시즌에서는 도밍구스 파시엔시아, 히카르두 사 핀투 감독에 의해 수비형 미드필더로 기용되었다.
2012년 12월 31일에는 잉글랜드 프리미어리그에 참가하고 있던 축구 클럽인 레딩과 2년 6개월 동안의 계약을 체결하면서 이적료 609,000 영국 파운드(750,000 유로)와 함께 이적했다. 하지만 레딩에서는 리그 3경기에 걸쳐 87분 동안 출전하는 데에 그쳤고 레딩은 2012-13 프리미어리그 시즌에서 19위를 기록하면서 강등당하고 만다.
2013년 7월 17일에는 스페인 라리가 소속 축구 클럽인 세비야로 임대 이적했고 2013-14 UEFA 유로파리그 시즌에서 세비야의 우승에 기여했다. 2014년 6월 23일에는 세비야로 완전 이적했고 2014-15 UEFA 유로파리그 시즌에서 세비야의 우승에 기여했다.
2020시즌을 앞두고 중국 슈퍼리그의 우한 줘얼로 이적했다.

## 국가대표 경력
포르투갈 U-16, U-17, U-18, U-19, U-20, U-21 축구 국가대표팀 선수로 활동했으며 2015년 5월에는 페르난두 산투스 감독에 의해 아르메니아와의 UEFA 유로 2016 예선 경기, 이탈리아와의 친선 경기를 앞두고 있던 포르투갈 축구 국가대표팀 명단에 처음으로 이름을 올렸다. 2015년 6월 16일에 스위스 제네바에서 열린 이탈리아와의 친선 경기에서 후반전 15분에 브루누 알베스와 교체 출전하면서 포르투갈 축구 국가대표팀 선수로 데뷔했다.

## 수상
스포르팅 CP
- 수페르타사 칸디두 드 올리베이라 1회 우승 (2008)
- 타사 다 리가 1회 준우승 (2008-09)

세비야
- UEFA 유로파리그 3회 우승 (2013-14, 2014-15, 2015-16)
- 코파 델 레이 1회 준우승 (2015-16)
- UEFA 슈퍼컵 2회 준우승 (2014, 2016)